# 채 소후
채 소후(蔡昭侯, ? ~ 기원전 491년)는 중국 춘추 시대의 인물로, 제21대 채후이다. 성은 희(姬), 휘는 신(申)이다. 은태자(隱太子) 우(友)의 아들이며, 도후(悼侯)의 아우다.

## 사적

### 즉위
도후 3년(기원전 519), 도후가 죽자 그 뒤를 이었다.

### 억류
소후 10년(기원전 509), 초(楚)나라에 조현해 초나라 소왕(昭王)에게 갖옷을 바쳤는데, 초나라 영윤(令尹) 자상(子常)이 그 갖옷을 요구했으나 주지 않았으므로 자상이 초왕에게 참언해 초나라에 3년간 붙들려 있었다. 소후는 그 까닭을 알자 자상에게 갖옷을 바쳐 풀려나왔다.

### 초나라와의 전쟁
풀려난 소후는 초나라를 공격해 달라고 진(晉)나라에 청했다. 진나라는 이 요청을 받아들였고, 소후 13년(기원전 506)에 소릉에서 회맹을 열었고 소후도 참여했다. 이 자리에서 위(衛)나라보다 상좌를 차지하려고 했으나 실패했다. 이후 진나라를 위해서 회맹에 참여하지 않은 심(沈)나라를 공격해 멸망시켰고, 분노한 초나라의 공격을 받았다.
소후는 오(吳)나라에 자기 아들을 인질로 주고 오나라 왕 합려(闔閭)와 함께 초나라를 쳐 마침내 초나라를 무찌르고 초나라의 서울 영(郢)에 입성했다. 자상은 소후를 두려워해 정(鄭)나라로 달아났다.
소후 14년(기원전 505), 진나라의 구원군이 도착하니 오나라는 본국으로 돌아갔고 달아난 소왕은 초나라로 다시 돌아왔다.
소후 25년(기원전 494), 초나라의 공격을 받았다. 소후는 초나라의 복수를 두려워하여 이듬해 오나라에 도움을 청했다. 오나라는 채나라가 오나라에서 너무 먼 것을 꺼려 오나라에 가까운 주래(州來)로 채나라를 옮기는 것을 제안했고, 소후는 승낙했으나 대부들의 동의를 구하지 않은 채 오나라 구원군을 끌여들여 주래로 나라를 옮겼다.

### 죽음
소후 28년(기원전 491), 소후는 오나라에 조현하러 갔다. 그러나 대부들은 하채(下蔡)로 돌아가고 싶어하여, 이에 공모하여 암살자 이(利)로 하여금 소후를 죽이게 하였다. 소후가 죽은 후, 대부들은 이를 주살하고 소후의 아들 삭(朔)을 옹립했다.